# Castello d’Argile
Castello d’Argile – miejscowość i gmina we Włoszech, w regionie Emilia-Romania, w prowincji Bolonia.
Według danych na styczeń 2009 gminę zamieszkiwało 6380 osób przy gęstości zaludnienia 219,5 os./1 km².